# Българско училище в Мелбърн
Българското училище в Мелбърн е училище на българската общност в град Мелбърн, щата Виктория, Австралия. Създадено е през 2005 г.

## История
Открито е на 8 октомври 2005 г. в град Мелбърн, щата Виктория, Австралия. Работи по програмата на правителството на Австралия за стимулиране на развитието на езиците на националностите, населяващи страната. Занятията са предвидени да се провеждат в събота от 9 до 12 ч. Родителите заплащат символична такса, останалото се финансира от правителството на Австралия.